# Männer-Volleyballnationalmannschaft der Republik Kongo
Die Männer-Volleyballnationalmannschaft der Republik Kongo ist die Auswahl von Volleyballspielern der Republik Kongo, welche die Fédération Congolaise de Volley-ball (FECOVO) auf internationaler Ebene, beispielsweise in Freundschaftsspielen gegen die Auswahlmannschaften anderer nationaler Verbände, aber auch bei internationalen Wettbewerben repräsentiert. 1964 trat der nationale Verband dem Weltverband Fédération Internationale de Volleyball (FIVB) bei. Im Oktober 2021 wurde die Mannschaft auf dem sechsten Platz der kontinentalen Rangliste geführt.

## Internationale Wettbewerbe

### Die Republik Kongo bei Weltmeisterschaften
Die Mannschaft konnte sich bisher nicht für eine Weltmeisterschaft qualifizieren.

### Die Republik Kongo bei Olympischen Spielen
Bisher gelang es der Mannschaft nicht, sich für die olympischen Wettbewerbe zu qualifizieren.

### Die Republik Kongo bei Afrikameisterschaften
Die Mannschaft kann bisher drei Teilnahmen an der Afrikameisterschaft vorweisen:
| - 1967: nicht qualifiziert - 1971: nicht qualifiziert - 1976: 8. Platz - 1979: nicht qualifiziert - 1983: nicht qualifiziert - 1987: nicht qualifiziert - 1989: nicht qualifiziert - 1991: nicht qualifiziert - 1993: nicht qualifiziert - 1995: nicht qualifiziert - 1997: nicht qualifiziert - 1999: nicht qualifiziert | - 2001: nicht qualifiziert - 2003: nicht qualifiziert - 2005: nicht qualifiziert - 2007: nicht qualifiziert - 2009: nicht qualifiziert - 2011: 5. Platz - 2013: nicht qualifiziert - 2015: nicht qualifiziert - 2017: nicht qualifiziert - 2019: 6. Platz - 2021: nicht qualifiziert |

### Die Republik Kongo bei den Afrikaspielen
Die Männer-Volleyballnationalmannschaft der Republik Kongo nahm bisher zweimal an den Wettbewerben der Afrikaspiele teil: 1965 erreichte man die Bronzemedaille, 2015 die Silbermedaille.

### Die Republik Kongo beim World Cup
Die Republik Kongo kann bisher keine Teilnahme am World Cup – dem Qualifikationsturnier für die Olympischen Spiele – vorweisen.

### Die Republik Kongo in der Weltliga
Die Weltliga fand bisher ohne Beteiligung der Republik Kongo statt.